# Karin Riis-Jørgensen
Karin Riis-Jørgensen (født 7. november 1952 i Kerteminde), er cand.jur. og medlem af Europa-Parlamentet for Venstre fra 1994 til 2009.
Hun er født og opvokset på en gård i Revninge ved Kerteminde. I 1971 blev hun student fra Nyborg Gymnasium. Syv år senere erhvervede hun sig en kandidatgrad i jura ved Københavns Universitet. Hun har været ansat i Håndværksrådet, Europakommissionens særlige afdeling for små og mellemstore virksomheder og siden 1989 i PricewaterhouseCoopers. Karin Riis-Jørgensen er gift og mor til to sønner.
Hun var opstillet til Europa-Parlamentet i Vejle og Fyns Amter, og fungerer som Venstres gruppeformand i Europa-Parlamentet. I partiet er hun desuden medlem af Venstres hovedbestyrelse samt gruppebestyrelse. Gennem en årrække var hun næstformand for Europabevægelsen.
I parlamentetet var Karin Riis-Jørgensen næstformand i den liberale ALDE-gruppe og medlem af parlamentets økonomiudvalg samt i udvalget for Indre Marked og Forbrugerbeskyttelse. Hun var desuden medlem af USA-Delegationen og Kina-Delegationen.
Riis-Jørgensen er medstifter af det tværpolitiske netværk i Europa-Parlamentet til fremme af Lissabonstrategien) – Lisbon Network og bestyrelsesmedlem i tænketanken European Enterprise Institute (EEI).
Efter medlemskabet af Europa-Parlamentet blev Riis-Jørgensen ansat som seniorrådgiver i Kreab Gavin Anderson, et firmaer der virker som lobbyist for firmaer såsom Google, EDF, UBS, Goldman Sachs og Scania.
Riis-Jørgensen har blandt andet virket som tobakslobbyist for klienten Swedish Match.
Foruden Kreab er hun grundlægger og ulønnet forkvinde for gruppen European Privacy Association, der lobbyer for it-virksomheder indenfor dataprivacy.
Medlem af VL-gruppe 16.
Hun er i dag bosat i Rom, hvor hendes mand, Birger Riis-Jørgensen, er Danmarks ambassadør.